# Tan Malaka

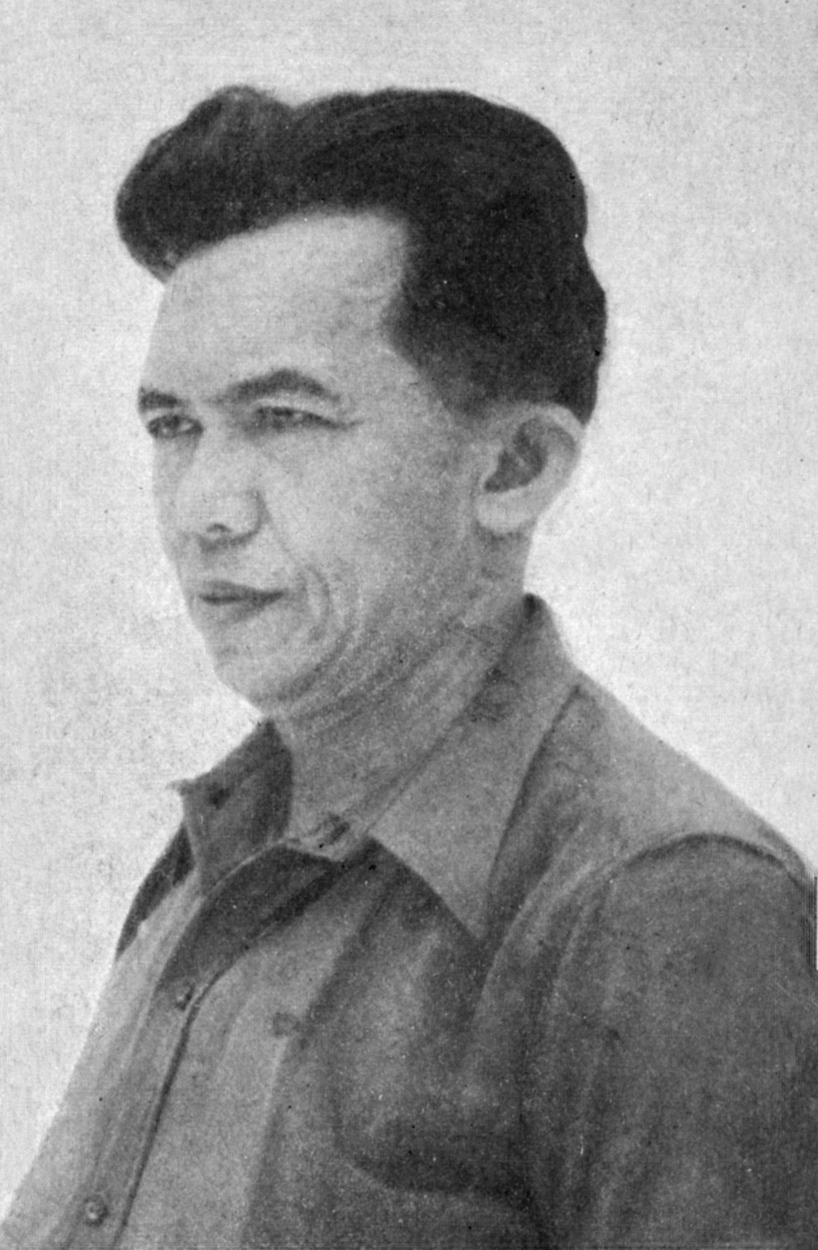
Tan Malaka

Ibrahim Datoek Tan Malaka (Pandan Gadang, Suliki Gunung Mas, West-Sumatra, 19 februari 1896 - Kediri Oost-Java, 21 februari 1949) was een Indonesisch communistisch politicus. Hij bestreed zowel de Nederlanders als de regering van de Republik Indonesia. Meer dan twintig jaar leefde hij in ballingschap, onder meer dan twintig verschillende schuilnamen. Hij werd door politieke tegenstanders vermoord, maar decennia later uitgeroepen tot Held van Indonesië.

## Biografie
Soetan Ibrahim, vanaf 1913 drager van de titel Datoek Tan Malaka, kon op aanbeveling van zijn leraar aan de Inlandsche Kweekschool van Sumatra een opleiding volgen aan de Rijkskweekschool in Haarlem. Daar kwam hij terecht in een communistisch milieu. Na zijn terugkeer in 1919 werd hij behalve onderwijzer op Sumatra ook een der leiders van de Sociaal-democratische Vereniging, die in 1914 tijdens zijn afwezigheid was opgericht door Henk Sneevliet. Deze vereniging ging in 1921 samen met een linkse afsplitsing van de Sarekat Islam. Zo ontstond de Partai Komunis Indonesia, de Indonesische Communistische Partij. Op 27 juni 1921 volgde hij Semaoen op als voorzitter.
In 1922 werd Tan Malaka uit Java verbannen nadat hij een stakingsbijeenkomst van pandhuisbeambten had toegesproken. In Nederland werd hij op de kandidatenlijst van de Communistische Partij van Holland geplaatst. Op 21 november 1922 sprak hij in Moskou het vierde congres van de Komintern toe, die hem vervolgens benoemde tot haar vertegenwoordiger in Zuidoost-Azië, met standplaats Kanton. Vanuit Kanton schreef hij in 1924 het visionaire essay Naar de Republiek Indonesia, waarin hij pleitte voor een onafhankelijke Indonesische staat waartoe ook de Filipijnen konden behoren. Het was de eerste keer dat het concept 'Republiek Indonesia' werd verwoord.
In 1926 ontstond onenigheid binnen de leiding van de PKI over de steun aan een mislukte opstand. Tan Malaka, die had gewaarschuwd dat de tijd niet rijp was voor een opstand, kreeg achteraf de schuld van de mislukking ervan. Hij richtte in Bangkok een nieuwe partij op: de Indonesische Republikeinse Partij (PARI, later: Proletaris Aslia Revolutioner Internasional). Deze streefde naar de training van cellen voor de ondergrondse strijd. Door Moskou werd hij sindsdien beschouwd als trotzkist.
Van 1927 tot 1928 woonde hij op de Filipijnen, totdat hij door het Amerikaans gezag na een proces het land werd uitgezet, en hij hervatte zijn zwervend leven in China. Bij de Japanse opmars in 1937 vluchtte hij naar Singapore. Na de val van die stad en van Nederlands-Indië in 1942 keerde hij onder een schuilnaam terug naar Java, waar hij aanvankelijk werkte aan een boek over "Materialisme, dialektiek en Logica". Later werd hij opzichter in een bruinkoolmijn waar Romusha's, inlandse dwangarbeiders waren tewerkgesteld.
Na de bevrijding richtte Tan Malaka een tegen premier Soetan Sjahrir gerichte coalitie op, de Persatuan Perdjuangan (Verenigde Strijd). Deze was tegen elk compromis met Nederland en voerde de leuze "100% merdeka". Toen het kabinet-Sjahrir I in februari 1946 viel, kreeg Tan Malaka van president Soekarno opdracht een nieuw kabinet te formeren. Het lukte hem echter niet een brede coalitie te bereiken, waarna Sharir opnieuw premier werd (kabinet-Sjahrir II). In het voorjaar van 1946 raakte Tan Malaka betrokken bij plannen voor een staatsgreep. Op 6 juli werd hij gearresteerd. Tot september 1948 zat hij gevangen in het deel van Java dat in handen was van de Republik Indonesia. In die jaren woedde de Madiun-opstand, waarin de diverse communistische groeperingen het onderspit dolven tegen het Republikeins gezag. Eenmaal vrijgekomen wilde hij de leiding van de Republik op zich nemen terwijl Soekarno en Hatta waren geïnterneerd door de Nederlanders. In november richtte hij de Partai Murba (Proletarische Partij) op, een trotskistische tegenhanger van de PKI. 
Op 21 februari 1949 werd Tan Malaka door aanhangers van Soekarno geliquideerd. De restanten van zijn beweging staakten de strijd toen in december 1949 Nederland officieel de soevereiniteit overdroeg.

## Voetnoten
1. ↑  andere bronnen noemen 1894
2. ↑  Reybroeck, D. van, (2020), Revolusi - Indonesië en het ontstaan van de moderne wereld, De Bezige Bij, Amsterdam, p. 109